# Anilios pinguis
Anilios pinguis är en ormart som beskrevs av Waite 1897. Anilios pinguis ingår i släktet Anilios och familjen maskormar. Inga underarter finns listade i Catalogue of Life.
Denna orm förekommer i sydvästra Western Australia. Den lever i skogar och i andra områden med träd. Födan utgörs främst av ägg, larver och puppa av myror från släktet Myrmecia. Honor lägger ägg.
För beståndet är inga hot kända. Hela populationen anses vara stabil. IUCN listar arten som livskraftig (LC).